# 김생환
김생환(1957년 11월 15일 ~ )은 대한민국의 서울특별시의회 의원이다.

## 학력
- 한국방송통신대학교 행정학과
- 한양대학교 지방자치대학원 석사
- 한성대학교 대학원 행정학 박사

## 경력
- 1995년 7월 1일 ~ 1998년 6월 30일 : 제2대 노원구의회 의원
- 1998년 7월 1일 ~ 2002년 6월 30일 : 제3대 노원구의회 의원
- 2002년 7월 1일 ~ 2006년 6월 30일 : 제4대 노원구의회 의원
- 2010년 7월 1일 ~ 2014년 6월 30일 : 제8대 서울특별시의회 의원
- 2014년 7월 1일 ~ 2018년 6월 30일 : 제9대 서울특별시의회 의원
- 2018년 7월 1일 ~ 2022년 6월 30일 : 제10대 서울특별시의회 의원

## 역대 선거 결과
|  | 0% |

|  | 56.08% |

|  | 56.89% |

|  | 30.58% |

|  | 45.41% |

|  | 55.19% |

|  | 73.58% |

## 수상
- 2017년 제5회 전국시도의회의장협의회 우수의정대상

## 도서
- 2014년 복지야 활짝펴라
- 2018년 행복한 학교 교육에 혁신을 더하다